# Tervel (plaats)
Tervel (Bulgaars: Тервел; Turks: Kurtpınar) is een stad en een gemeente in oblast Dobritsj in het noordoosten van Bulgarije. Tot 27 juli 1942 heette deze plaats Koertboenar (Курт бунар). Tervel heeft sinds 30 januari 1960 een stadsstatus, daarvoor was het officieel nog een dorp.

## Geografie
De gemeente Tervel ligt in het westelijke deel van de oblast Dobritsj. Met een oppervlakte van 579,677 km² is het de op twee na grootste gemeente in Dobritsj. De grenzen zijn als volgt:
- in het noordoosten - gemeente Kroesjari;
- in het oosten - Dobritsjka gemeente;
- in het zuiden - gemeente Valtsjidol, oblast Varna;
- in het zuidwesten - de gemeente Nikola Kozlevo en de gemeente Kaolinovo, het oblast Sjoemen;
- in het westen - gemeente Doelovo, oblast Silistra;
- in het noordwesten - de gemeente Alfatar, oblast Silistra;
- in het noorden - gemeente Kaïnardzja, oblast Silistra.

## Bevolking
|  |

Tussen 1934 en 1992 is de bevolking van de stad Tervel meer dan verzesvoudigd: van een minimum van 1.257 personen tot een maximum van 7.859 personen. In december 2019 woonden er ongeveer 5.550 inwoners in de stad. De bevolking van de gemeente Tervel groeide in dezelfde periode van 21.205 personen in 1934 tot een maximum van 30.214 personen in 1965. Daarna begon de bevolking langzaam te dalen, vooral in de periode 1984-1989, als gevolg van de assimilatiecampagnes van het communistisch regime van Todor Zjivkov, waarbij alle Turken en andere moslims in Bulgarije christelijke of Bulgaarse namen moesten aannemen en afstand moesten doen van islamitische gewoonten. In 2019 woonden er 15.222 personen in de gemeente Tervel. Er waren drie dorpen met meer dan duizend inwoners: Orljak, Zarnevo en Bezmer. Tot 2002 had ook Zjeglartsi (bg:Жегларци) meer dan duizend inwoners, maar dit aantal is in 2019 gedaald tot 812 personen.

### Etnische groepen
De gemeente Tervel heeft een gemengde bevolking. In februari 2011 waren de etnische Turken de grootste bevolkingsgroep, gevolgd door Bulgaren en de Roma. Tussen 1992 en 2011 is het aantal en het percentage Bulgaren in de bevolking continu gedaald. Het aandeel Turken nam tussen 1992-2001 af, terwijl het aandeel van de Roma toenam. In de periode 2001-2011 nam het percentage Turken daarentegen weer toe, terwijl het percentage Roma afnam. De verklaring voor de daling van het aantal Roma in 2001-2011 is het gevolg van de zelfidentificatie van de Roma: zij identificeren steeds vaker als Turken in plaats van Roma. In 2011 heeft ruim 10% van de bevolking zijn of haar etniciteit niet gespecificeerd, waardoor de daadwerkelijke etnische samenstelling moeilijk valt te achterhalen.
| Etnische groep   | volkstelling 1992 | volkstelling 1992 | volkstelling 2001 | volkstelling 2001 | volkstelling 2011 | volkstelling 2011 | volkstelling 2011  |
| Etnische groep   | Aantal            | %                 | Aantal            | %                 | Aantal            | % (totaal)        | % (gespecificeerd) |
| ---------------- | ----------------- | ----------------- | ----------------- | ----------------- | ----------------- | ----------------- | ------------------ |
| Bulgaren         | 9.863             | 45,91             | 8.574             | 45,78             | 5.996             | 37,06             | 41,19              |
| Turken           | 9.141             | 42,55             | 7.616             | 40,67             | 6.569             | 40,60             | 45,13              |
| Roma             | 2.322             | 10,81             | 2.415             | 12,90             | 1.799             | 11,12             | 12,36              |
| Andere groepen   | 157               | 0,73              | 57                | 0,30              | 30                | 0,19              | 0,21               |
| Onbekend         | .                 | .                 | 24                | 0,13              | 152               | 0,94              | 1,04               |
| Ongespecificeerd | .                 | .                 | 42                | 0,22              | 1.632             | 10,09             | .                  |
| Totaal           | 21.483            | 100,00            | 18.728            | 100,00            | 16.178            | 100,00            | 100,00             |

### Religie
De grootste religie in Tervel en de nabijgelegen dorpen was de islam. In 2011 behoorde 52,78% tot deze religie, vooral in de door Turken en Roma bewoonde dorpen op het platteland. Ongeveer 36% van de bevolking was orthodox. Daarnaast waren kleinere andere christelijke groeperingen, terwijl bijna 4% van de bevolking geen religie had.
| Religieuze samenstelling in februari 2011 | Religieuze samenstelling in februari 2011 | Religieuze samenstelling in februari 2011 | Religieuze samenstelling in februari 2011 | Religieuze samenstelling in februari 2011 |
| ----------------------------------------- | ----------------------------------------- | ----------------------------------------- | ----------------------------------------- | ----------------------------------------- |
|                                           |                                           |                                           |                                           |                                           |
| Bulgaars-Orthodoxe Kerk                   | Bulgaars-Orthodoxe Kerk                   |                                           | 36,04%                                    | 36,04%                                    |
| Katholieke Kerk                           | Katholieke Kerk                           |                                           | 0,26%                                     | 0,26%                                     |
| Protestantisme                            | Protestantisme                            |                                           | 0,19%                                     | 0,19%                                     |
| Islam                                     | Islam                                     |                                           | 52,78%                                    | 52,78%                                    |
| Geen                                      | Geen                                      |                                           | 3,89%                                     | 3,89%                                     |
| Anders                                    | Anders                                    |                                           | 6,84%                                     | 6,84%                                     |